# Threave Castle
Threave Castle is een veertiende-eeuws kasteel op een eiland in de rivier de Dee, gelegen in de Schotse regio Dumfries and Galloway, en gebouwd door Sir Archibald the Grim Douglas. Nadat de macht van de Black Douglases was gebroken, kwam het kasteel in beheer bij de Maxwells aan het begin van de zestiende eeuw. Zij steunden echter Karel I van Engeland en het kasteel werd in 1640 belegerd, ingenomen en vernietigd door de Covenanters.

## Geschiedenis

### Het eiland
Veertien kilometer stroomopwaarts van Kirkcudbright ligt het vlakke eiland Threave Island in de rivier de Dee. De naam van het eiland wijst erop dat het al in de zesde eeuw bewoond was, aangezien Threave is afgeleid van Trief dat is afgeleid van het welshe tref dat woonhuis betekent.
In de elfde eeuw zou op het eiland de residentie hebben gestaan van Ferhus, heer van Galloway. Het zou deze residentie kunnen zijn, waarover de veertiende-eeuwse kroniekschrijver John of Fordun meldt, dat Edward Bruce, broer van Robert the Bruce, de residentie van Lord Roland, nakomeling van Fergus, vernietigd in 1308.

### Douglas
In 1369 werd Archibald Douglas door David II van Schotland tot Heer van Galloway benoemd, als dank voor zijn diensten aan de kroon. Hij was de zoon van James Douglas, Lord of Douglas. Archibald kreeg zijn bijnaam the Grim van de Engelsen door zijn verbeten gedrag in de strijd. Archibald bouwde tussen 1370 en 1380 Threave Castle. In 1384 viel hij met succes Lochmaben Castle in Annandale aan en verdreef de Engelsen.
Hij stierf in Threave Castle op kerstavond 1400 en werd begraven in Bothwell Church.
Archibald was niet veel aanwezig op Threave Castle, doordat hij ook verplichtingen had in zijn andere kastelen, Bothwell Castle en Douglas Castle. Voor prinses Margaret, dochter van Robert III van Schotland en vrouw van Archibald Douglas, vierde graaf van Douglas, was Threave Castle een meer permanente residentie. Zij stierf er rond 1450 en werd begraven in Lincluden Collegiate Church in Dumfries.

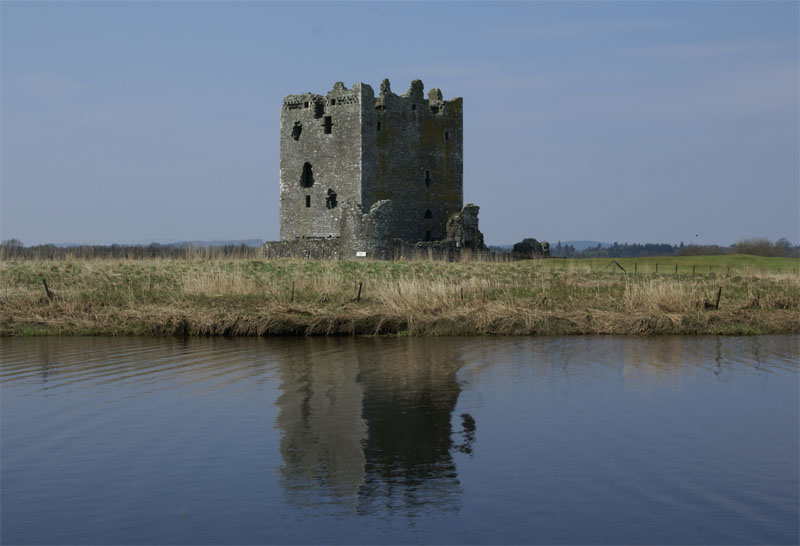
Threave Castle met de rivier de Dee

In 1437 werd Archibald Douglas, vijfde graaf van Douglas benoemd tot regent voor de minderjarige Jacobus II van Schotland. Hij stierf in 1439 en in het daaropvolgend machtsspel werd in 1440 zijn zestienjarige zoon William vermoord in Edinburgh Castle. Threave Castle kwam in handen van zijn zus Margaret, the fair maid of Galloway, kleindochter van prinses Margaret.
In 1444 trouwde ze haar neef in de tweede graad, William Douglas, achtste graaf van Douglas. Hij was achttien en zij twaalf. De significantie van dit huwelijk was enorm, want het bracht de landgoederen van twee takken Black Douglases bijeen. Hij verbeterde de verdedigingswerken van het kasteel en bouwde een verdedigingsmuur aan de rivieroever die het dichtst bij het kasteel lag.
In 1452 werd, tegen de bevelen van Jacobus II van Schotland in, Patrick Maclellan of Bombie gevangengenomen en gedood door William. Dit leidde ertoe dat hij door Jacobus II werd vermoord in Stirling Castle. Zijn weduwe Margaret huwde Williams jongere broer James, die zijn moord op zijn broer wilde wreken. Hij versterkte Threave Castle met een buitenmuur om de donjon en drie hoektorens en een poorthuis, deels gefinancierd door Hendrik VI van Engeland. Het was in de Slag van Arkinholm dat zijn opstand tegen de Schotse koning werd neergeslagen. Begin 1455 begon Jacobus II zijn aanval op de eigendommen van de Black Douglases; in juni was Threave Castle de enige vesting van de Black Douglases die nog weerstand bood. Gedurende twee maanden werd het kasteel belegerd; Jacobus II verbleef al die tijd in het nabijgelegen Tongland Abbey. De koning liet de graaf van Orkney een groot kanon transporteren vanuit Linlithgow Palace. Het vervoer van het zware kanon ging niet zonder hindernissen en door een gebroken wiel van het onderstel, zakte het kanon weg in een moeras in Clydesdale. Uiteindelijk gaf het garnizoen zich over, vermoedelijk waren zij omgekocht aangezien de kroon verscheidene mensen, waaronder Sir John Fraser en John of Dunbar, betaalde in land en geld.

### Koninklijk bezit
Threave Castle werd in 1455 eigendom van de kroon, die beheerders liet zorg dragen voor het kasteel. De eerste beheerder was Sir Alexander Boyd of Drumcoll. In 1460 verbleef Jacobus II van Schotland even in het kasteel, op weg naar Roxburgh Castle, waar hij sneuvelde. Zijn zoon Jacobus III van Schotland gaf het kasteel aan koningin Margaret in 1473, maar er is geen bewijs dat een van hen ooit Threave Castle bezocht heeft. Jacobus IV van Schotland bezocht het kasteel in 1502; de beheerder was Sir John Dunbar of Mochrum.
In 1526 werd Lord Maxwell aangesteld als erfelijk beheerder van Threave Castle. Het hoofdkasteel van de Maxwells was Caerlaverock Castle.
In 1542 werd Robert Maxwell gevangengenomen in de Slag van Solway Moss en moest Threave Castle overgeven aan de Engelsen. In 1545 wist de graaf van Arran het kasteel terug te veroveren.
De Maxwells waren vurige katholieken en deden mee aan samenzweringen tegen de kroon. Zowel in 1565 als in 1568 eiste de kroon de overgave van Threave Castle omdat zij verraad vermoedde. Ook voordat de Spaanse armada arriveerde voor de Engelse kust in 1588 was Lord Maxwell bevolen al zijn kastelen over te geven.
In 1606, drie jaar nadat de Schotse en Engelse kroon waren verenigd, werd Lord Maxwell gearresteerd omdat hij zijn belastingen niet had betaald.
In 1639 sloot Robert Maxwell, graaf van Nithdale en Heer van Threave zich aan bij Karel I van Engeland en legerde een garnizoen van honderd soldaten in Threave Castle. In de zomer van 1640 belegerde een leger van de Covenanters onder leiding van luitenant-kolonel Hume het kasteel. Het garnizoen hield dertien weken stand, totdat een brief van Karel I van Engeland arriveerde, bevelende Lord Maxwell zich over te geven. Threave Castle werd vervolgens ontmanteld.
Het kasteel werd nooit meer bewoond. Rond 1800 werd de ingang naar de toren veranderd om Franse krijgsgevangenen te kunnen huisvesten, maar er is geen bewijs dat dat werkelijk is gebeurd. In 1913 gaf Edward Gordon, de eigenaar, het kasteel in staatsbeheer.

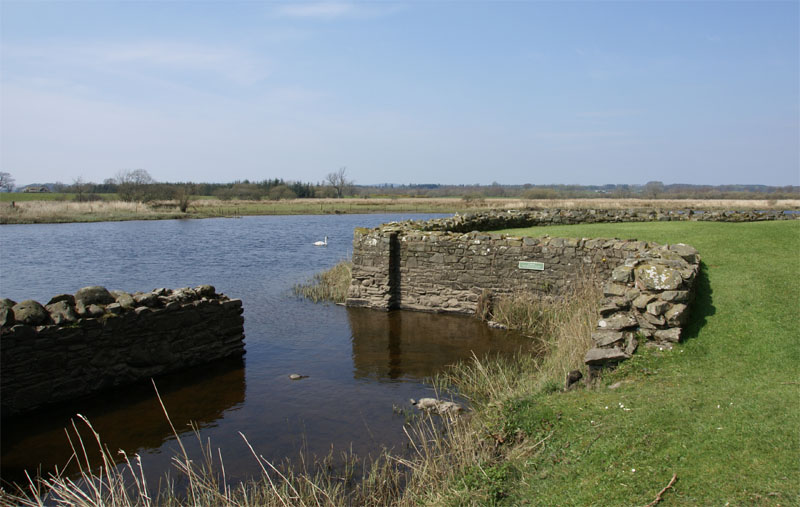
Threave Castle: haventje

## Bouw
Threave Castle bestaat uit een vijf verdiepingen tellende donjon van 18,4 meter bij 12,1 meter gebouwd rond 1370. In de kelder bevonden zich de gevangenis en de put. Op de derde verdieping bevond zich een kamer om het garnizoen te huisvesten tijdens een belegering. Er bevond zich een luik waardoor wapens en andere benodigdheden uit de voorraadkamer op de begane grond konden worden opgetakeld. Er waren negen ramen om door te schieten. Erboven bevonden zich de houten transen vanwaar af de verdedigers de belegeraars konden bekogelen.
Aan de rivierzijde van de donjon bevond zich een haventje. Dit vormde samen met een door de rivier verborgen weg aan de zuidzijde van het eiland de toegangen tot Threave Island.

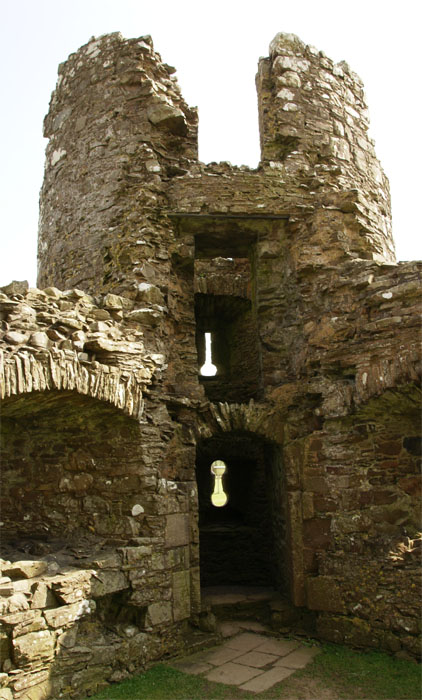
Threave Castle: de zuidoostelijke toren van het artillery house van de binnenzijde

De rivierstand was in de middeleeuwen hoger dan nu. Het eiland meet tien hectare, waarvan toentertijd slechts een derde bewoonbaar was.
In 1447 bouwde de achtste graaf van Douglas het zogenaamde artillery house, bestaande uit een muur om de drie zijden (niet de havenzijde) van de woontoren, met slechts 4,4 meter tussenruimte. Op elke hoek van de muur bevond zich een toren voorzien van nauwe, verticale raampjes om pijlen af te kunnen schieten en schietgaten voor de musketten. De twee torens op de uiteinden werden zwaar beschadigd in 1640 en zijn ingestort. Enkel de zuidoostelijke toren is bewaard gebleven.
Om het artillery house bevond zich een greppel, uitgehakt in de rotsen; deze was vroeger met water gevuld. Het poorthuis had zijn eigen ophaalbrug met twee deuren. De huidige brug is een restauratie uit 1976.

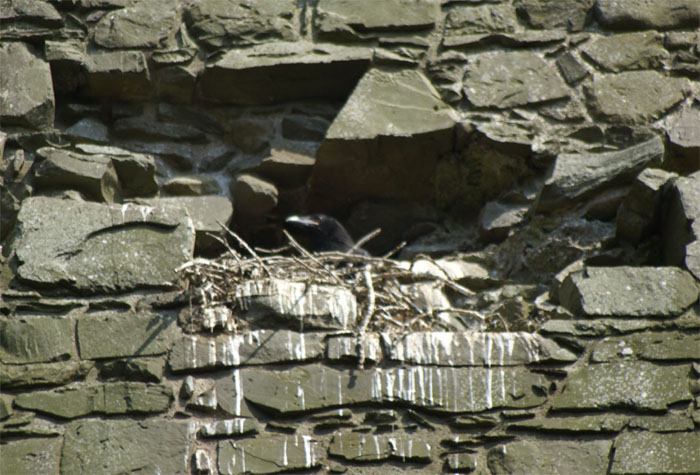
Threave Castle: ravennest in de grote hal

## Beheer
Threave Castle wordt sinds 1913 beheerd door Historic Environment Scotland, die ook een bootdienst met het eiland onderhoudt. De bovenste verdieping van het kasteel kan sinds 2007 's zomers niet bezocht worden, doordat er dan raven in de toren nestelen.